# ريان بورك
ريان بورك (بالإنجليزية: Ryan Bourque)‏ هو لاعب هوكي جليد أمريكي، ولد في 3 يناير 1991 في Topsfield, Massachusetts ‏ في الولايات المتحدة.

## وصلات خارجية
- ريان بورك على موقع دوري الهوكي الوطني (الإنجليزية)
- ريان بورك على موقع EliteProspects.com (الإنجليزية)
- ريان بورك على موقع HockeyDB.com (الإنجليزية)
- ريان بورك على موقع Hockey-Reference.com (الإنجليزية)